# Titularbistum Circesium
Circesium (ital.: Circesio) ist ein Titularbistum der römisch-katholischen Kirche.
Der antike Bischofssitz in der antiken Stadt Circesium lag in der Provinz Osrhoene und war ein Suffraganbistum des Metropoliten von Edessa (heute Şanlıurfa).
| Titularbischöfe von Circesium |                                |                                                                                     |                   |                   |
| Nr.                           | Name                           | Amt                                                                                 | von               | bis               |
| 1                             | Jean-Baptiste Simon SJ         | Apostolischer Vikar von Kiangnan (China)                                            | 7. Januar 1899    | 18. August 1899   |
| 2                             | Filemón Cabanillas             | Weihbischof in Córdoba (Argentinien)                                                | 16. November 1899 | 25. Januar 1913   |
| 3                             | Jean-François Cuvelier CSsR    | Apostolischer Vikar von Matadi (Demokratische Republik Kongo)                       | 23. Juli 1930     | 13. August 1962   |
| 4                             | João Gazza SX (Giovanni Gazza) | Prälat von Abaeté do Tocantins (Brasilien) Generalsuperior der Xaverianer (Italien) | 12. November 1962 | 24. November 1980 |